# Maine Pyaar Kyun Kiya?
Pour plus de détails, voir Fiche technique et Distribution.
Maine Pyaar Kyun Kiya? (मैंने प्यार क्यूँ किया) est un film indien de David Dhawan sorti en Inde en 2005. Le film est un remake officieux du film américain Fleur de cactus, lui même basé sur la pièce de théâtre français du même nom

## Synopsis
Sameer, un médecin réputé, est également un grand séducteur. Bien que célibataire, il prétend être marié pour qu'aucune de ses petites amies ne partage sa vie trop longtemps. Un jour, il tombe amoureux de Sonia, sa dernière conquête. Il voudrait bien l'épouser, mais elle y met une condition : elle veut rencontrer l'actuelle femme de Sameer. Il fait alors passer Naina, sa secrétaire, pour sa femme. Puis les neveux de Naina pour ses propres enfants. Puis c'est au tour de Vicky, son meilleur ami, d'être sollicité et de faire semblant d'être l'amant de Naina. L'arrivée de la mère de Sameer va compliquer encore un peu plus la situation.

## Fiche technique
- Titre : Maine Pyaar Kyun Kiya?
- Titre original : मैंने प्यार क्यूँ किया
- Langue : Hindî, Anglais
- Réalisation : David Dhawan
- Scénario : Rumi Jaffery
- Dialogues : Sanjay Chel
- Musique : Himesh Reshammiya
- Paroles : Sameer
- Chorégraphies : Farah Khan et Ganesh Acharya
- Photographie : Vikas Sivraman
- Producteur : Sohail Khan
- Montage : Nitin Rokade
- Direction artistique : Sailesh Mahadik
- Durée : 144 minutes
- Format : Couleurs - DTS / Dolby Digital
- Pays : Inde
- Date de sortie : 15 juillet 2005 (Inde)

## Distribution
- Salman Khan : Sameer Malhotra
- Sushmita Sen : Naina
- Katrina Kaif : Sonia
- Sohail Khan : Pyare Mohan
- Isha Koppikar: petite copine de Vicky
- Arshad Warsi : Vicky
- Rajpal Yadav : Thapa
- Beena Kak : La mère de Samir
- Arbaaz Khan: Apparition spéciale dans l'avion

## Chansons
- Maine Pyaar Kyun Kiya? comporte 6 chansons : Ye Ladki ~ Laga Prem Rog ~ Just Chill ~ Sajan Tumse Pyaar ~ Teri Meri Love Story ~ Dil Dil Nazar (You're The One For Me)